# Вилхелм Буш
Вилхелм Буш (Виденсал, 15. април 1832 — Михнсхаузен, 9. јануар 1908), био је немачки цртач, сликар и песник. 
Од 1851. студирао је на Академији у Диселдорфу и Антверпену где се упознао са холандским сликарством 17. века. Године 1854. наставио је школовање на Академији у Минхену код Колбаха. Ту су настале његове студије пејзажа и карикатуре за публикације удружења уметника J‏ung-München чији је члан био. Године 1858. почео је да сарађује на Fliegenden Blätten и Münchener Bilderbogen.
Једно од његових најутицајнијих дела, сатирична прича у сликама Макс и Мориц појавила се 1865. године. Иако се од 1884. у већој мери окренуо сликарству око 1000 његових слика међу којима и велики број пејзажа у малом формату и жанр слике нису познате широј публици јер током његовог живота нису јавно излагане.